# Pasika, Svaleava
Pasika (în ucraineană Пасіка) este un sat în comuna Suskovo din raionul Svaleava, regiunea Transcarpatia, Ucraina.

## Demografie
Componența lingvistică a localității Pasika
     Ucraineană (98,91%)
     Alte limbi (1%)
Conform recensământului din 2001, majoritatea populației localității Pasika era vorbitoare de ucraineană (98,91%), existând în minoritate și vorbitori de alte limbi.